# Michael Bach (Physiker)

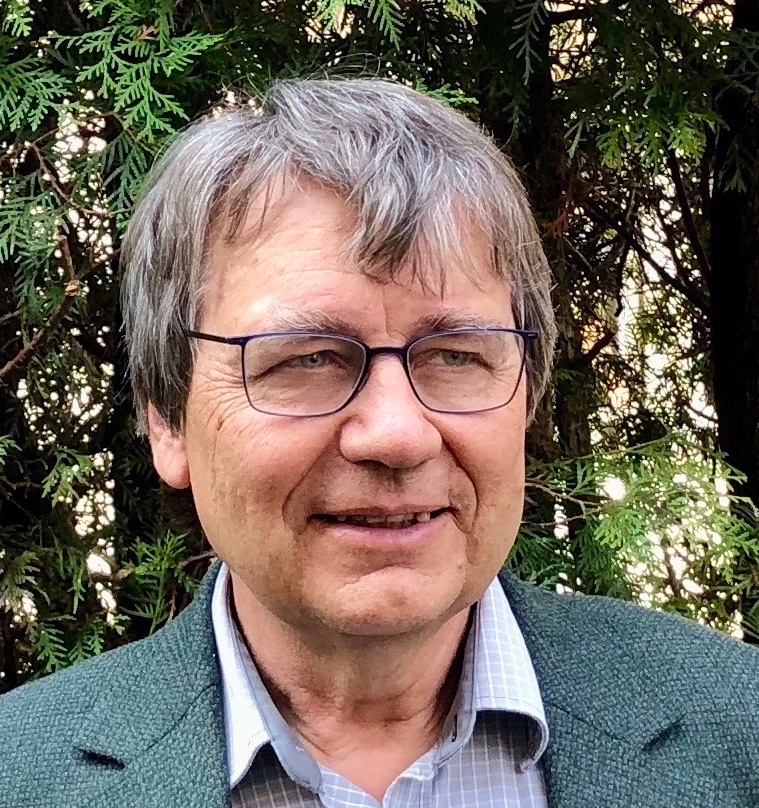
Michael Bach

Michael Bach (* 1950 in Berlin) ist ein deutscher Physiker. Bis zu seiner Emeritierung war er Professor für funktionelle Sehforschung.

## Werdegang
Bach studierte von 1970 bis 1977 zunächst in Bochum, später in Freiburg Physik, Informatik und Psychologie. Nach seinem Diplom in Physik promovierte er 1981 bei Burkhart Fischer und Jürgen Krüger über „Interaction between neurones in the visual cortex with a multi-microelectrode“. 1983 übernahm Bach die Leitung des Elektrophysiologischen Labors der Abteilung für Ophthalmologie an der Universität Freiburg. Bach habilitierte sich 1991 im Bereich Neurobiophysik. 1998 wurde er zum Professor berufen und übernahm im Jahr darauf die Leitung der Sektion „Funktionelle Sehforschung / Elektrophysiologie“ an der Klinik für Augenheilkunde in Freiburg, eine Funktion, die er bis zu seiner Emeritierung 2015 innehatte. Seitdem ist er dort als freier Mitarbeiter tätig.
Sein Hauptinteressensgebiet und Schwerpunkt von Bachs Forschung sind optische Täuschungen und pathologische Störungen visueller Wahrnehmung. Die Sammlung optischer Täuschungen auf seiner Homepage hat täglich über 10 000 Besucher.
Bach war von 2004 bis 2011 Präsident der International Society for Clinical Electrophysiology of Vision (ISCEV). Er ist Mitglied im Wissenschaftsrat der Gesellschaft zur wissenschaftlichen Untersuchungen von Parawissenschaften (GWUP).
Bach ist verheiratet und hat drei Kinder. In seiner Freizeit engagiert er sich unter anderem in einer Laienschauspielgruppe und spielt Gitarre.

## Auszeichnungen (Auswahl)
- 2006: Elfriede-Aulhorn-Preis
- 2015: Adachi Award der International Society for Clinical Electrophysiology of Vision (ISCEV)
- 2015: Augenstern-Forschungspreis
- 2017: Alumni-Medaille der Universitäts-Augenklinik München
- 2018: Ehrenmitgliedschaft in der ISCEV

## Publikationen (Auswahl)
- M. F. Marmor, A. B. Fulton, G. E. Holder, Y. Miyake, M. Brigell, M. Bach: ISCEV Standard for full-field clinical electroretinography (2008 update). In: Documenta Ophthalmologica. Band 118, Nr. 1, 2009. S. 69–77.
- M. Bach: The Freiburg Visual Acuity test – automatic measurement of visual acuity. In: Optometry and vision science. Band 73, Nr. 1, 1996. S. 49–53
- J.V. Odom, M. Bach, M. Brigell, G.E. Holder, D.L. McCulloch, A.P. Tormene: ISCEV standard for clinical visual evoked potentials (2009 update). In: Documenta ophthalmologica. Band 120, Nr. 1, 2010. S. 111–119.
- D. L. McCulloch, M. F. Marmor, M. G. Brigell, R. Hamilton, G. E. Holder, R. Tzekov, M. Bach: ISCEV Standard for full-field clinical electroretinography (2015 update). In: Documenta ophthalmologica. Band 130, Nr. 1, 2015. S. 1–12.
- J. V. Odom, M. Bach, C. Barber, M. Brigell, M. F. Marmor, A. P. Tormene, G. E. Holder: Visual evoked potentials standard (2004). In: Documenta ophthalmologica. Band 108, Nr. 2, 2004. S. 115–123.
- K. Schulze-Bonsel, N. Feltgen, H. Burau, L. Hansen, M. Bach: Visual acuities “hand motion” and “counting fingers” can be quantified with the Freiburg visual acuity test. In: Investigative Ophthalmology & Visual Science. Band 47, Nr. 3, 2006. S. 1236–1240.
- D. C. Hood, M. Bach, M. Brigell, D. Keating, M. Kondo, J. S. Lyons, M. F. Marmor, D. L. McCulloch, A. M. Palmowski-Wolfe: ISCEV standard for clinical multifocal electroretinography (mfERG) (2011 edition). In: Documenta Ophthalmologica. Band 124, Nr. 1, 2012. S. 1–13.
- R. Heckenlively, G.B. Arden (Hrsg.), S. Nusinowitz, G. Holder, M. Bach (Mitherausg.): Principles and practice of clinical electrophysiology of vision. MIT press 2006.
- M. Bach, M. G. Brigell, M. Hawlina, G. E. Holder, M. A. Johnson, D. L. McCulloch, T. Meigen, S. Viswanathan: ISCEV standard for clinical pattern electroretinography (PERG): 2012 update. In: Documenta Ophthalmologica. Band 126, Nr. 1, 2013. S. 1–7.